# Дневник одного старика
«Дневник одного старика» (фр. Le journal d'un vieil homme) — канадский драматический фильм 2015 года режиссёра Бернара Эмона. Сюжет основан на повести Антона Павловича Чехова «Скучная история» (1889). Съёмки проходили на медицинском факультете Университета Монреаля и в других местах Большого Монреаля и продолжались 27 дней с февраля по май 2014 года. Премьера состоялась 7 февраля 2015 года на «Неделе критиков» Берлинского кинофестиваля.

## Сюжет
Николас всю свою жизнь посвятил научной и медицинской работе, из-за чего ему пришлось пожертвовать личной жизнью. Он уже стар, страдает неизлечимой болезнью, и, зная что скоро умрёт, по-новому переосмысливает человеческие ценности. Николас неудачно женился на женщине намного младше себя, и всё что держит его в жизни — привязанность к своей приёмной дочери Кате, которая бросила актёрскую профессию и находится в глубокой депрессии.

## В ролях
- Пол Савойя[фр.] — Николас
- Мари-Эв Пеллетье — Катя[6]
- Мари-Тереза Фортин[фр.] — Барбара
- Ариана Леголт — Анна
- Патрик Дролет[фр.] — Мишель Мюррей

## Награды и номинации
| Год  | Награда                | Категория    | Номинанты  | Результат |
| ---- | ---------------------- | ------------ | ---------- | --------- |
| 2015 | Whistler Film Festival | Лучший актёр | Пол Савойя | Победа    |
| 2016 | Jutra Awards           | Лучший актёр | Пол Савойя | Номинация |

## Отзывы
Фильм получил смешанные оценки кинокритиков. Обозреватель «Montreal Gazette» Брендан Келли так охарактеризовал картину: «Бернар Эмон создал верную адаптацию рассказа Чехова 1889 года „Скучная история“, точно такое грамотное литературное кинопроизводство в дефиците в наши дни».